# Holtålen
Holtålen est une commune norvégienne située dans le comté de Trøndelag. Elle fait partie de la région du Gauldalen. Le centre administratif de la commune est le village de Ålen.

## Géographie
La commune se situe dans le sud-est du comté et s'étend sur un territoire de 1 209,31 km2.
La vallée de Gauldalen où coule la rivière Gaula provient de la région montagneuse de la ville minière de Røros à 35 km au sud de Ålen. La Gaula rejoint son estuaire à Melhus près de Trondheim. Le village de Ålen, le centre administratif de la commune, se trouve en haut de la vallée. En aval se trouve le village de Haltdalen.
Les anciennes mines de cuivre de Kjøli et Killingdal se trouvent dans la partie nord de Røros. Celle de Killingdal a été la dernière en exploitation jusqu'à sa fermeture en 1986.
Hessdalen est une vallée montagneuse joignant la vallée de Gauldalen près du village d'Ålen. 

## Histoire
La commune d'Holtålen est créée le 1er janvier 1838. Singsås est érigé en commune distincte en 1841. En 1860, Ålen est séparé d'Holtålen pour devenir une commune qui est réintégrée le 1er janvier 1972.
À partir de 1983, Hessdalen devient célèbre pour les observations régulières d'OVNI.

## Nom
La forme en vieux nordique du nom était Holtdalr et (plus tard) Holtáll. Le premier élément est le nom de la rivière Holta. Le dernier élément était à l'origine dalr qui signifie « vallée » ou « combe », mais il fut plus tard (aux environs de 1400) remplacé par le mot áll qui signifie « fossé » ou « ravine ». La forme -ålen est la forme moderne du mot. Le nom de la commune était Haltdalen de 1938 à 1972.